# زهرة عمري (مسلسل)
زهرة عمري هو مسلسل تلفزيوني عراقي أنتج وعُرض في شهر رمضان عام 1446 هـ، من إخراج بودي صفير وتأليف محمد حنش، ومن بطولة ريام الجزائري، غسان إسماعيل، علي مهدي وغيرهم.

## قصة المسلسل
بعد عشرين عامًا خلف القضبان بسبب جريمة ارتكبتها للدفاع عن نفسها، تستعيد (أمل) حريتها لتبدأ رحلة البحث عن أثمن ما خسرته؛ ابنتها (ورود).

## طاقم العمل
- بيداء المعتصم
- سامية الرحماني
- أحمد الخفاجي
- علي مهدي
- ريام الجزائري
- غسان إسماعيل
- هبة عادل
- بهاء خيون
- سجى أحمد
- محمد علي كاظم
- بشرى إسماعيل
- أحمد حمود
- غادة باسل
- سلوى الخياط
- ياس خضير
- ريهام فؤاد
- عواطف نعيم
- حسين حافظ لعيبي